# Fouché (fumetto)
Fouché è un romanzo a fumetti di ambientazione storica, creato negli anni settanta da Max Bunker e Paolo Piffarerio.

## Storia editoriale
Venne pubblicato a puntate nel 1973 sulla rivista Eureka edita dall'Editoriale Corno, nei numeri dal 101 al 115, e successivamente raccolto in un unico volume, sempre dall'Editoriale Corno, intitolato "Fouché, un uomo nella Rivoluzione" nel 1976.
Venne ripubblicata in volume da Mondadori Comics nel 2015 nella collana Historica.

## Trama
Il protagonista della vicenda, che si svolge in Francia durante la rivoluzione francese, è Joseph Fouché, uomo politico di primo piano realmente esistito che, dopo essersi dedicato alle scienze e all'insegnamento, prende gli ordini minori, è deputato alla Convenzione e collabora con Robespierre. In seguito sostiene Napoleone, di cui diviene il potentissimo ministro di polizia e, alla sua caduta, tenta invano di porsi al servizio di Luigi XVIII, da cui, dopo i Cento giorni, viene definitivamente esiliato. La documentazione storica è molto curata e i disegni sono realizzati tenendo presenti le ambientazioni dell'epoca, con risultati di notevole qualità.